# Національний інститут радіоелементів
50°27′02″ пн. ш. 4°32′06″ сх. д. / 50.4506° пн. ш. 4.53504° сх. д.
Національний інститут радіоелементів (фр. Institut national des Radio-Éléments) — лабораторія у Флерюсі, Бельгія, де обробляють медичні радіоізотопи.
Наприкінці серпня 2008 року там стався витік радіоактивного йоду, після чого місцевим жителям порадили не вживати овочі з власного саду, дощову воду та молочні продукти місцевого виробництва. За шкалою INES інцидент класифікується на рівні 3.
11 березня 2006 року це підприємство також стало місцем ядерної аварії. Співробітник випадково потрапив під вплив джерела кобальту-60. Подальше обстеження показало, що чоловік отримав дуже високу дозу опромінення, порядку 4,4-4,8. Gy (грей), у нього повністю випало волосся. Чоловік отримав дозу, що вважається смертельною в 50 % випадків. Ця аварія класифікується на рівні 4 за шкалою INES.